# Annona insignis
Annona insignis är en kirimojaväxtart som beskrevs av Robert Elias Fries. Annona insignis ingår i släktet annonor, och familjen kirimojaväxter. Inga underarter finns listade i Catalogue of Life.